# NEET
NEET (eнг. "Not in Education, Employment or Training",ср. „незапослен, не школује се нити се усавршава кроз систем обуке“) односи се на особу која је незапослена и не стиче образовање или стручно образовање. Класификација је настала у Великој Британији касних деведесетих, његова употреба се у различитом степену, проширила и на друге земље и регије, укључујући Јапан, Јужну Кореју, Кину, Тајван, Канаду, Сједињене Америчке Државе и Србију.
Категорија NEET укључује незапослене (особе без посла и особе које траже посао), као и особе изван радне снаге (без посла и које не траже). Обично је старосно ограничено искључивањем људи у старосној пензији.
У Уједињеном Краљевству класификација обухвата људе старости између 16 и 24 године (неки од 16 до 17 година су још увек у обавезном школском узрасту); често је посебно у фокусу подгрупа NEET-а старих од 16 до 18 година. У Јапану класификација обухвата људе старости између 15 и 34 године који нису запослени, нису ангажовани у кућним пословима, нису уписани у школу или на обуку у вези са послом и не траже посао. У Србији класификација обухвата људе старости између 15 и 30 који су неактивни у потражњи посла, али желе да раде, они који су незапослени, нису у процесу школовања и неактивни који траже посао, али нису доступни у наредне две недеље.
Извештај Организације за економску сарадњу и развој (OECD) из 2008. године каже да су стопе незапослености и NEET за људе од 16 до 24 године у већини земаља OECD-а пале у протеклој деценији, што се приписује повећаном учешћу у образовању.
NEET треба разликовати од новонастале стопе NLFET-а коју је Међународна организација рада из 2013. године користила у извештају о глобалним трендовима запошљавања за младе. NLFET је скраћеница за „ни у радној снази ни у образовању или обуци“ (енг. „neither in the labour force nor in education or training“). Сличан је NEET-у, али искључује незапослену омладину (која је део радне снаге).

## Србија
На европском нивоу, Србија се налази на самом врху по ризику од сиромаштва и неједнакости међу грађанима. Услови живота грађана Србије, посебне оних који спадају у рањиве групе, сматрају се неповољним. Многи разлози за то могу се повезати са активностима на тржишту рада, недостатком делотворних мера и система подршке при запошљавању. Иако званичне статистике указују на побољшање индикатора на тржишту рада у протеклом периоду, подаци нису упоредиви без назнаке да се методолошки приступ недавно променио. Флексибилнијом дефиницијом незапослености која укључује три поткатегорије (хонорарно запослени који желе да раде више сати, неактивни који не траже посао, али желе да раде и неактивни који траже посао, али нису доступни у наредне две недеље), удвостручује се објективна стопа незапослености. Положај младих као једне од најрањивијих категорија на тржишту рада веома је неповољан, посебно када је реч о додатно рањивим категоријама, попут младих жена, младих са инвалидитетом, младих без квалификације из сеоских домаћинстава итд. Према подацима Евростата, млади су у много неповољној ситуацији у односу на општу популацију у погледу индикатора на тржишту рада: двоструко веће стопе незапослености и двоструко мање стопе запослености само два индикатора (не)могућности да се пронађе посао.

### Дефиниција термина млади
Закон о младима Републике Србије из 2011. године дефинише младе као лица од навршених 15 година до навршених 30 година живота. За сврхе европских омладинских политика које користе и Европска комисија и Савет Европe младима или омладином сматрају се особе старости од 13 до 30 година. Према Уједињеним нацијама, младост се најбоље разуме као период транзиције од зависности коју са собом носи детињство до независности одраслог доба. Због тога су млади као категорија флуиднији од осталих старосних група. Ипак, године живота представљају најлакши начин да се ова група дефинише, посебно кад је у питању образовање и запослење, јер се под „младима“ често подразумева особа која је у доби кад напушта обавезно образовање и налази први посао .

### Дефиниција термина NEET млади
Подаци о особама из NEET категорија који су представљени у овом одељку прикупљени у Анкети о радној снази (АРС). По дефиницији, NEET стопа у контексту овог истраживања приказује удео младих који су незапослени, не школују се нити се усавршавају кроз систем обуке, нпр. удео младих који су незапослени или економски неактивни и који у претходне четири недеље нису стекли никакво (формално или неформално) образовање или обуку у укупној популацији исте старосне групе. Да бисмо боље разумели дефиницију NEET стопе, такође је важно напоменути да је у контексту ове анкете незапослено лице дефинисано као неко ко је био без посла током те недеље кад је спроведена Анкета о радној снази; ко је био доступан да започне са радом у наредне две недеље (или је већ започет посао који започиње у наредна три месеца); и ко је активно тражио запослење током четири недеље пре АРС-а. Особа је економски неактивна уколико не припада радној снази (тј. није ни у статусу запослених ни незапослене особе). Концепт NEET се користи у државама чланицама ЕU од 2010. године као индикатор за политике које су оријентисане на секторе запошљавања, образовања, омладине, као и социјалне политике. Ова категорија је у Србији донекле препозната, и заступљена је у званичним документима од 2015. године. Отприлике 14 милиона младих људи није запослено, не школује се нити се усавршава кроз систем обуке у целој ЕU. Међутим, NEET стопе варирају у распону од око 5,5% младих од 15 до 24 године у Холандији до 22,7% у Италији, према Евростатовој бази података. Извештај Републичког завода за статистику о резултатима АРС садржи информације које се односе на младе људе од 15 до 24 године; информације о младима од 15 до 29 година такође су доступне путем портала отворених података, као и у Евростатовој бази података. Међутим, ово представља проблем јер, као што је већ поменуто, Закон о младима (2011) дефинише младе у Србији као лица од навршених 15 до 30 година. Информације о овој старосној групи могуће је добити подношењем захтева Републичком заводу за статистику. У тексту који следи већина информација односи се на младе узрасте од 15 до 29 година, јер су информације о њима лако доступне, а постоји и могућност да се у будућности упореде подаци са другим земљама. Није економска цена једини трошак који плаћамо. Млади људи који нису запослени, не школују се нити се усавршавају кроз систем обука носе већи ризик да буду социјално и политички отуђени. Они су мање заинтересовани и ангажовани у политици, а имају и нижи ниво поверења. Чак и у оним земљама у којима су припадници NEET категорија политички више ангажовани (као што је случај у Шпанији), они се не идентификују са главним политичким или друштвеним актерима. Државе чланице ЕU покушале су да спроведу низ мера како би шириле младе људе да постану део NEET категорија и поново интегришу оне који је већ део NEET категорије. Учешће великог броја заинтересованих страна у изради и спровођењу мера за запошљавање младих је од суштинског значаја.

### NEET стопа за младе
Подаци о проценту младих који нису запослени, не школују се нити се усавршавају кроз систем обука сматрају се корисним и важним индикаторима положаја младих. Стопа NEET наведена је као индикатор једног од циљева у оквиру Циљева одрживог развоја Агенде 2030. Ова стопа је такође препозната као важна у контексту ЕU политике - смањење броја особа које спадају у NEET категорију је циљ политике наведен у препоруци о спровођењу Гаранције за младе Ипак, често се скреће пажња на то да је веома важно да се ова стопа не тумачи на погрешан начин.Очигледно је да је ова група младих хетерогена иако постоји један број који означава NEET стопу. Различите групе младих људи из ове категорије одликују се врло различитим карактеристикама и потребама, па би и одговори политике требало да узму у обзир. Такође треба бити опрезан у вези са могућим погрешним тумачењем ове стопе, као што је изједначавање младих из NEET категорије са обесхрабреном омладином (иако су неки од њих одустали од тражења посла јер су очајни због ситуација на тржишту рада) и са рањивим групама (мада ова категорија свакако укључује и ове групе). Штавише, стопе NEET нису једини релевантан индикатор који се односи на положај младих на тржишту рада, а посебно је значајно узети у обзир квалитет запошљавање младих који су запослени. Углавном се саветује да пре треба посматрати специфичне подгрупе у оквиру NEET категорија, а не тај један број.

### Планови запошљавања

#### Национални акциони план запошљавања
Национални акциони план запошљавања за 2020.годину (NAPZ) представља основни инструмент за спровођење активних мера за запошљавање. Социјални партнери, надлежна министарства, институције и друге заинтересоване стране учествују у изради годишњег NAPZ-а. NAPZ дефинише категорије теже запошљивих лица (дефинисане као незапослена лица која због здравственог стања, недовољног или неодговарајућег образовања, социодемографских карактеристика, регионалних или професионалних неусклађености понуда и промета на тржишту рада или због других објективних околности теже налазе посао), као и активне мере запошљавања  усмерене на побољшање њихове запошљивости. На основу званичног извештаја о спровођењу NAPZ-а за 2018. годину, у мере активне политике запошљавања било је укључено 152.936 незапослених лица, док је уз подршку пројекта из програмског циклуса IPA 2013 обухваћено додатних 1.896 незапослених лица. Спроведене су следеће мере: обука на захтев послодавца - за незапослене, субвенција за самозапошљавање и субвенција за запошљавање незапослених лица из категорије теже запошљивих. Нема доступних података о структури подржаних корисника. Извештаји показују да су приоритет за укључивање у активне мере запошљавања имале незапослене особе из категорије теже запошљивих - млади, лица старија од 50 година, нискоквалификована лица и / или лица без квалификације, особе са инвалидитетом, Роми, као и друга теже запошљива лица посебно осетљивих категорија. Нису доступни јавни подаци о расподели подршке међу рањивим младим људима или младима из NEET категорија. NAPZ за 2019. годину предвиђа подршку за преко 136.000 незапослених лица мерама активне политике запошљавања које ће се спроводити из различитих извора финансирања, укључујући Фонд за професионалну рехабилитацију и запошљавање лица са инвалидитетом, што је чак 15% мање у односу на претходну годину. Категорије теже запошљивих лица која ће имати приоритет коришћења мера активне политике запошљавања: млади до 30 година, старији од 50 година, особе без квалификације и нисковалификована лица, особе са инвалидитетом, Роми, млади у студентским домовима, млади у хранитељским породицама и жртве породичног насиља . Постоји тренд да се млади који припадају различитим рањивим групама обухватју мерама активне политике запошљавања. Међутим, у оквиру извештаја о спровођењу нису доступни подаци о стварној примени активним мерама, начину укључивања ових рањивих категорија и расподели подршке. NAPZ за 2020. годину представља преглед циљева и приоритета политике запошљавања које треба постићи програмима и мерама активне политике запошљавања током 2020. године како би се допринело пуној примени стратешког циља политике запошљавања, који је утврђен у Националној стратегији запошљавања за период 2011−2020. године. То би такође омогућило усклађивање са секторским политикама и тренутним реформским процесима који су значајни за област политике запошљавања. На основу изазова који се јављају на тржишту рада утврђени су следећи циљеви политике запошљавања:
●Побољшање услова на тржишту рада и унапређење институција тржишта рада;
●Подстицање запошљавања и укључивање теже запошљивих лица на тржиште рада и подршка регионалној и локалној политици запослености;
●Унапређење квалитета радне снаге и улагање у људски капитал.
Један од идентификованих приоритета је побољшање квалитета радне снаге и улагање у људски капитал. То подразумева јачање улоге центара за каријерно вођење и саветовање и њихово представљање, али не само на универзитетима, већ и током основног образовања. Поента је да се млади људи у раном добу упознају са начином на којем тржиште рада функционише, као и са могућношћу развоја њихових будућих каријера. Поред тога, кроз поменуте институције млади се упознају и са занимањима која ће у будућности бити траженија, што им омогућава брзо запослење.

#### Локални акциони планови запошљавања
Локални акциони планови запошљавања су документи који произилазе из Националног акционог плана запошљавања. Локални акциони план запошљавања (LAPZ) представља локалну политику запошљавања и основни је инструмент за планирање, спровођење и праћење активних политика запошљавања на локалном нивоу. Овим документом се дефинишу циљеви и приоритети политике запошљавања за сваку годину, односно програми и мере који ће се спроводити у одређеном граду / општини у циљу одржавања / повећања запослености или смањења незапослености. Од оснивања првих локалних савета за запошљавање и израда првих локалних акционих планова запошљавања 2010. године, различите анализе и истраживања указују на то да велики број акционих планова практично преписује одредбу из Националног акционог плана запошљавања, како би испунили први услов за остваривање права на суфинансирање из буџета Владе Републике Србије. На овај начин сам механизам суфинансирања спречава постизање децентрализације и унапређења политике запошљавања на свим нивоима, тако да ниједна општина није детаљније профилисала или одредила одређене рањиве категорије или поткатегорије којима треба пружити подршку. Једну од главних потешкоћа представља и укључивање цивилног сектора, предузећа, образовних институција и стручњака у процесу креирања и спровођења локалних политика запошљавања. Не постоје увид у посебне потребе рањивих група којима су намењене. Према подацима из 2017. године, ни у један локални савет за запошљавање нису били укључени представници младих или омладинских организација или Савета младих. Проблеми са којима се локалне самоуправе суочавају у процесу креирања и спровођења локалних политика запошљавања су: недостаци финансијских и људских ресурса (што је посебно изражено у неразвијеним општинама гдје је подршка најпотребнија); недовољно транспарентан процес израде локалних акционих планова; недовољно укључивање или потпуно искључивање циљних група и цивилног сектора у процесу креирања, спровођења и праћења мера; недостатак система за праћење спровођења локалних акционих планова за запошљавање; непостојање дефиниције посебно рањивих група на локалном нивоу; итд.

#### Национална стратегија за младе
Национална стратегија за младе за период 2015−2025. године. Ова стратегија утврђује основне принципе за побољшање положаја младих и стварање услова за остваривање права и интереса младих у свим областима. Стратегија дефинише девет стратешких циљева као жељених промењених стања када су у питању млади у областима од интереса за младе. Први циљ је запошљивост и запосленост младих жена и мушкараца, као квалитет и могућности за стицање квалификације и развој компетенције и иновативности младих. Исто поглавље се такође бави самозапошљавањем и предузетништвом младих.
Ово поглавље укључује следеће специфичне циљеве:
●Побољшање перспективе младих на тржишту рада стварањем услова за пораст броја и развој калитетнијих радних места;
●Веће учешће младих у програмима и мерама на тржишту рада;
●Стимулисање отварања нових радних места и подстицање самозапошљавања и предузетништва младих;
●Подстицање професионалних и територијалних мобилности младих.
Као један од резултата који потпада под први специфични циљ Стратегије предвиђено је унапређивање постојећих и креирање нових програма који поспешују запошљивост и запосленост младих, у оквиру којих се планира унапређење постојећих и креирање нових програма који подстичу активност младих жена, као и младих из ранијих друштвених група и NЕЕТ младих. Стратегија препознаје различите видове каријерног саветовања, неформалног образовања, тренинг за тренере, стицање вештине и знања као само неке од начина за изградњу капацитета и постизање активног учешћа младих и њихово оснаживање у решавању најважнијих социјалних питања. Ова стратегија посебно истиче лош положај младих жена у Србији. Младе жене су знатно изложеније дискриминацији при запошљавању, првенствено због рађања. Посебно је препознат неповољан положај младих Ромкиња, које су три пута мање запослене у младој Риму, а знатно мање у односу на општу популацију младих. Акценат је стављен на важност промоција и подстицања предузетништва и предузетничког начина размишљања, отварања нових предузећа, самозапошљавања, отварања нових радних места, као и стицање самопоуздања и јачање креативности и друштвене одговорности међу младима. Национална стратегија за младе узима у обзир младе из NЕЕТ категорија. Примена Стратегије подразумева активности које се односе како на превенцију, тако и на успостављање система подршке и јачања компетенције NЕЕТ младих. Иако су млади из NЕЕТ категорија наведени као један од најважнијих циљних група, не постоји додатна анализа и подаци о томе који су млади који спадају у NEET категорију и како се до њих може доћи. Што је најважније, Стратегија за младе препознаје организације цивилног друштва и њихове савезе као кључне партнере у процесу спровођења, што значајно доприноси унапређењу социјалног дијалога и креирању квалитетних услуга за младе. У процесу израде Стратегије и Акционог плана остварена је сарадња са омладинским организацијама и великим бројем младих. Ипак, анализа извештаја о праћењу и евалуацији стратегија показује да је стратешки оквир у великој мери удаљен од осталих актера, као и да недостаје елемент међуинституционалне сарадње.